# Elephantomyia (Elephantomyodes) hyalibasis
Elephantomyia (Elephantomyodes) hyalibasis is een tweevleugelige uit de familie steltmuggen (Limoniidae). De soort komt voor in het Australaziatisch gebied.